# Żelazków (powiat słupecki)
Żelazków – wieś w Polsce położona w województwie wielkopolskim, w powiecie słupeckim, w gminie Słupca.
W latach 1975–1998 miejscowość należała administracyjnie do województwa konińskiego. We wsi znajduje się park oraz mały zespół dworski z XIX / XX w.